# Partido Democrático (Luxemburgo)
El Partido Democrático (luxemburgués: Demokratesch Partei, francés: Parti Démocratique, alemán: Demokratische Partei), abreviado en DP, es un partido político liberal de Luxemburgo.

## Presidentes
La lista de los presidente del Partido Democrático desde 1948:
1. Lucien Dury (1948 - 1952)
2. Eugène Schaus (1952 - 1959)
3. Lucien Dury (1959 - 1962)
4. Gaston Thorn (1962 - 1969)
5. René Konen (1969 - 1971)
6. Gaston Thorn (1971 - 1980)
7. Colette Flesch (1980 - 1989)
8. Charles Goerens (1989 - 1994)
9. Lydie Polfer (1994 - 2004)
10. Claude Meisch (2004 - 2013)
11. Xavier Bettell (2013 - 2015)
12. Corinne Cahen (2015 - 2022)
13. Lex Delles (2022 - 2025)
14. Carole Hartmann (2025 -)

## Resultados electorales

### Elecciones generales
| Año  | Votos        | %      | Escaños | +/-         | Gobierno  |
| ---- | ------------ | ------ | ------- | ----------- | --------- |
| 1945 | 366.860 (#3) | 16,74% | 9/51    |             | Coalición |
| 1948 | 97.415 (#4)  | 8,38%  | 9/51    | Sin cambios | Coalición |
| 1951 | 215.511 (#3) | 20,55% | 8/52    | 1           | Oposición |
| 1954 | 255.522 (#3) | 10,79% | 6/52    | 2           | Oposición |
| 1959 | 448.387 (#3) | 18,45% | 11/52   | 5           | Coalición |
| 1964 | 280.644 (#4) | 10,57% | 6/56    | 5           | Oposición |
| 1968 | 430.262 (#3) | 16,57% | 11/56   | 5           | Coalición |
| 1974 | 668.043 (#3) | 22,23% | 14/59   | 3           | Coalición |
| 1979 | 648.404 (#3) | 21,32% | 15/59   | 1           | Coalición |
| 1984 | 614.627 (#3) | 18,68% | 14/64   | 1           | Oposición |
| 1989 | 497.631 (#3) | 16,17% | 11/60   | 3           | Oposición |
| 1994 | 548.246 (#3) | 19,30% | 12/60   | 1           | Oposición |
| 1999 | 632.707 (#3) | 21,59% | 15/60   | 3           | Coalición |
| 2004 | 460.601 (#3) | 14,94% | 10/60   | 5           | Oposición |
| 2009 | 432.820 (#3) | 14,31% | 9/60    | 1           | Oposición |
| 2013 | 597.879 (#3) | 18,25% | 13/60   | 4           | Coalición |
| 2018 | 597.080 (#3) | 16,91% | 12/60   | 1           | Coalición |
| 2023 | 686.433 (#3) | 18,65% | 14/60   | 2           | Coalición |

### Elecciones al parlamento europeo
| Año  | Votos   | %         | Escaños | +/–         |
| ---- | ------- | --------- | ------- | ----------- |
| 1979 | 274,307 | 28.1 (#2) | 2/6     |             |
| 1984 | 218,481 | 22.1 (#3) | 1/6     | 1           |
| 1989 | 198,254 | 19.9 (#3) | 1/6     | Sin cambios |
| 1994 | 190,977 | 18.8 (#3) | 1/6     | Sin cambios |
| 1999 | 207,379 | 20.5 (#2) | 1/6     | Sin cambios |
| 2004 | 162,064 | 14.9 (#4) | 1/6     | Sin cambios |
| 2009 | 210,107 | 18.7 (#3) | 1/6     | Sin cambios |
| 2014 | 173,255 | 14.8 (#3) | 1/6     | Sin cambios |
| 2019 | 268,910 | 21.4 (#1) | 2/6     | 1           |
| 2024 | 253,344 | 18.3 (#3) | 1/6     | 1           |